# Fritz Saacke

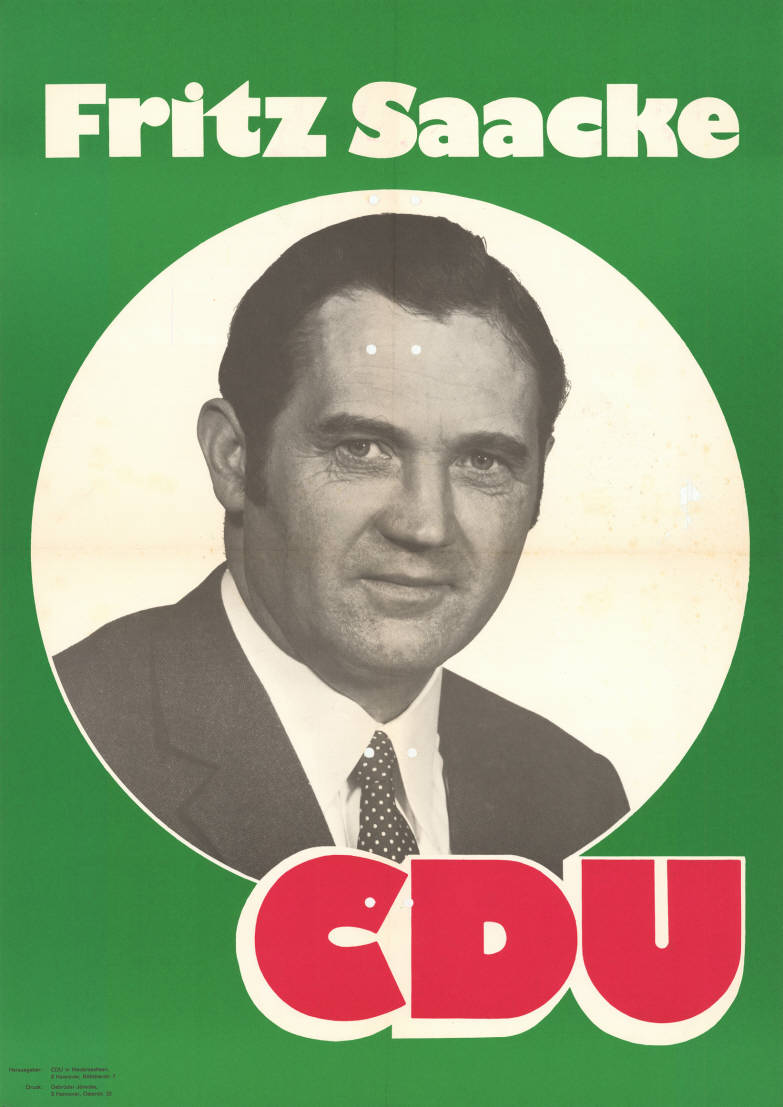
Kandidatenplakat zur Landtagswahl in Niedersachsen 1970

Fritz Saacke (* 1. Februar 1926 in Bomsdorf; † 27. Februar 2017) war ein niedersächsischer Politiker (CDU) und von 1974 bis 1990 Abgeordneter des Niedersächsischen Landtags.

## Ausbildung und Beruf
Fritz Saacke wurde in Bomsdorf in der Nähe von Magdeburg geboren. Er besuchte Volksschule und Gymnasium, wobei er einen Großteil der Jugend in Berlin verbrachte. Er leistete anschließend Kriegsdienst und geriet in Kriegsgefangenschaft.
1946 zog Saacke nach Emmern. Von 1946 bis 1947 machte er eine Landwirtschaftslehre und übernahm den Hof seines Großonkels in Emmern (Emmerthal). Er war Mitglied des Aufsichtsrates der Elektrizitätswerke Wesertal GmbH in Hameln und Beratendes Gastmitglied im Gesellschafterausschuss der Fa. Pfeifer & Langen KG, Köln. Er gehörte von 1967 bis 1977 dem Vorstand und von 1977 bis 1986 dem Aufsichtsrat der Lippe-Weser-Zucker AG an, die 1986 von der Pfeifer & Langen KG erworben wurde. Vom 22. Mai 1986 bis zum 30. April 1992 war er Vorsitzender des Verbandes der Rübenanbauer im Lippe-Weser-Raum.
Fritz Saacke war bis zu seinem Tod verheiratet und hatte zwei Kinder.

## Politik
Fritz Saacke war seit 1956 Ratsherr und seit 1968 Bürgermeister der Gemeinde Kirchohsen sowie von 1973 bis 1986 der Gemeinde Emmerthal. Von 1960 bis 1986 war er Kreistagsabgeordneter und von 1973 bis 1986 Landrat des Landkreises Hameln-Pyrmont. In dieser Zeit erreichte er es, dass das Institut  für Solarenergieforschung in Ohr angesiedelt wurde.
In der 8. bis 11. Wahlperiode war er vom 21. Juni 1974 bis zum 20. Juni 1990 Mitglied des Niedersächsischen Landtages.

## Ehrungen
Im Jahr 1981 wurde Saacke das Bundesverdienstkreuz erster Klasse und 1986 das niedersächsische Verdienstkreuz erster Klasse verliehen.

## Belege
1. ↑   Dewezet vom 28. Februar 2017, Seite 17

| Personendaten    | Personendaten                  |
| ---------------- | ------------------------------ |
| NAME             | Saacke, Fritz                  |
| KURZBESCHREIBUNG | deutscher Politiker (CDU), MdL |
| GEBURTSDATUM     | 1. Februar 1926                |
| GEBURTSORT       | Bomsdorf                       |
| STERBEDATUM      | 27. Februar 2017               |